# 清白招潮蟹
清白招潮（学名：Uca lactea），亦稱為乳白南方招潮，为沙蟹科招潮蟹属的动物。分布于朝鲜半岛、日本、萨摩亚群岛、新几内亚、印度尼西亚、马来群岛、印度、马达加斯加、台湾、以及中国的海南、福建等地，生活环境为海水，多生活于潮间带。
种加名 lactea 意为“乳白的”。

## 亚种
- 指名清白招潮（学名：Uca lactea lactea），de Haan于1835年命名。分布于朝鲜、日本、萨摩亚群岛、新几内亚、印度尼西亚、马来群岛、印度、台湾以及中国的海南、福建等地，生活环境为海水，一般栖息于河口低潮线处的泥滩上。[1]
- 环纹清白招潮（学名：Uca lactea annulipes），H. Milne-Edwards于1837年命名。分布于日本、菲律宾、新加坡、马达加斯加、东非以及中国的海南岛等地，生活环境为海水，常见于泥岸及红树林沼泽区。[2]